# Andy Barron
Pour les articles homonymes, voir Barron.
Andy Barron, né le 24 décembre 1980 à Invercargill, est un footballeur international néo-zélandais évoluant au poste d'attaquant.
Il compte douze sélections en équipe nationale.

## Biographie

### Sélection
Il fait partie du groupe des vingt-trois sélectionnés pour la Coupe du monde de football de 2010.